# Wojewódzki Urząd Bezpieczeństwa Publicznego w Rzeszowie
Wojewódzki Urząd Bezpieczeństwa Publicznego w Rzeszowie – jednostka terenowa Ministerstwa Bezpieczeństwa Publicznego, funkcjonująca na obszarze województwa rzeszowskiego w latach 1945-1954.

## Geneza
Organizację aparatu bezpieczeństwa na terenie województwa rzeszowskiego zapoczątkował Rozkaz Personalny Nr 4 z 16 sierpnia 1944 r. wydany przez Stanisława Radkiewicza, kierownika Resortu Bezpieczeństwa Publicznego Polskiego Komitetu Wyzwolenia Narodowego. Na mocy tego rozkazu 18 sierpnia skierowano do Rzeszowa grupę 24 absolwentów szkoły NKWD w Kujbyszewie pod dowództwem ppor. Longina Kołarza, powierzając im zadanie zorganizowania struktur aparatu bezpieczeństwa publicznego.
We wrześniu 1944 roku p.o. kierownika Wojewódzkiego Urzędu Bezpieczeństwa Publicznego (WUBP) w Rzeszowie został kpt. Władysław Śliwa. Jednocześnie do miast powiatowych wydelegowano funkcjonariuszy, którzy zaczęli organizować Powiatowe Urzędy Bezpieczeństwa Publicznego (PUBP).

## Kierownictwo (szefostwo)
Kierownicy (szefowie):
- kpt. Władysław Śliwa 01.09.1944–45[1],
- kpt. Longin Kołarz,
- mjr Władysław Spychaj-Sobczyński 1945–1946,
- kpt. Tomasz Wiśniewski 1946,
- płk Teodor Duda 1947–1948,
- ppłk Leonard Siwanowicz 1948–1950,
- mjr Marian Cieślak 1950–1951,
- ppłk Kazimierz Górecki 1951–1953,
- ppłk Franciszek Szlachcic 1953–1954,
- ppłk Włodzimierz Zwierchanowski 1954–1955.

## Struktura organizacyjna
1 stycznia 1945 roku Resort Bezpieczeństwa Publicznego PKWN przekształcono w Ministerstwo Bezpieczeństwa Publicznego. W związku z tym zmianie uległa struktura WUBP w Rzeszowie.
Formalnie w jej rezultacie w WUBP funkcjonowały wydziały:
- Personalny,
- I (Kontrwywiad) – praca operacyjna i śledcza,
- II – ewidencja operacyjna, łączność szyfrowa i radiowa, laboratorium daktyloskopijne,
- III – finanse, gospodarka, transport, poczta specjalna, ochrona gmachu itp.;
- Wydział Więzień i Obozów;
- Wojewódzki Oddział Cenzury Wojennej.

W kwietniu 1945 r. powołano Wydział do Walki z Bandytyzmem.
Struktura WUBP w Rzeszowie w 1946 r.:
- Wydział I (kontrwywiad),
- Wydział II (technika operacyjna),
- Wydział III (walka z podziemiem),
- Wydział IV (ochrona operacyjna gospodarki),
- Wydział V (społeczno-polityczny, m.in. inwigilacja Kościoła, partii politycznych),
- Wydział Śledczy,
- Wydział III „A” (później „A” – obserwacja operacyjna).

Ponadto funkcjonowały jednostki pomocnicze o charakterze administracyjno-gospodarczym.
W 1951 r. utworzono Wydział VIII Komunikacji oraz Wydział X odpowiedzialny za ochronę partii przed obcymi wywiadami i „prowokatorami”.
W okresie styczeń 1953 r. – czerwiec 1954 r. funkcjonował też
- Wydział IX – odpowiedzialny za zabezpieczenie przemysłu ciężkiego i zbrojeniowego.

Na początku 1953 r. walkę z Kościołem i innymi związkami wyznaniowych przejął nowo utworzony w WUBP w Rzeszowie Wydział XI.
W 1954 r. utworzono też Inspektorat Wiejski, który zajmował się z ochroną gospodarki rolnej.
Od 5 marca 1946 do 31 grudnia 1954 naczelnikiem Wydziału Zdrowia WUBP w Rzeszowie był kpt.→ppłk Józef Tkaczow.

## Jednostki podległe
- PUBP w Brzozowie
- PUBP w Dębicy
- PUBP w Gorlicach
- PUBP w Jaśle
- PUBP w Jarosławiu
- PUBP w Kolbuszowej
- PUBP w Krośnie
- PUBP w Lesku
- PUBP w Leżajsku[4]
- PUBP w Lubaczowie
- PUBP w Łańcucie
- PUBP w Mielcu
- PUBP w Nisku
- PUBP w Przemyślu
- PUBP w Przeworsku
- PUBP w Rzeszowie
- PUBP w Sanoku
- PUBP w Tarnobrzegu
- PUBP w Ustrzykach Dolnych
- Delegatura WU ds. BP w Radymnie[5]
- Delegatura WU ds. BP w Ropczycach[6]
- Delegatura WU ds. BP w Strzyżowie[7]
- Delegatura WU ds. BP w Stalowej Woli[8].

## Ofiary śledztw
Według relacji Piotra Woźniaka i Juliana Rudaka na dziedzińcu siedziby WUBP przy ulicy Jagiellońskiej 17 byli grzebani zmarli (zabici) w śledztwie więźniowie.